# Попов, Александр Михайлович (учёный)
Алекса́ндр Миха́йлович Попо́в (род. 16 мая 1947, Москва) — советский и российский учёный в области математической физики, заведующий кафедрой автоматизации научных исследований ВМК МГУ, доктор физико-математических наук, профессор.

## Биография
В 1964 году окончил среднюю специальную школу с углублённым изучением английского языка в Москве.
В 1970 году окончил физический факультет МГУ.
В 1973 году окончил аспирантуру физического факультета МГУ по кафедре математики.
Кандидат физико-математических наук по специальности «Теоретическая и математическая физика» (1973). Тема диссертации: «Численное исследование равновесия и устойчивости плазмы в тороидальных системах» (научный руководитель Ю. Н. Днестровский).
Доктор физико-математических наук по специальности «Вычислительная математика» (1984). Тема диссертации: «Математическое моделирование МГД процессов в токамаках».
В 1983 году присвоено звание доцента.
В 1988 году присвоено звание профессора.
Действительный член РАЕН по отделению «Прикладная математика и управление» (2004).
Лауреат Ломоносовской премии МГУ I степени за цикл работ по численному моделированию процессов в установках токамак (1976).
Член Американского Физического общества (1996).
Заслуженный профессор Московского университета (2003).
Член диссертационного Совета факультета ВМК МГУ.
Работает на факультете ВМК МГУ в должностях: ассистент (1973—1976), доцент (1976—1988), профессор (с 1988) сначала на кафедре вычислительной математики и кафедре математической физики, затем на кафедре автоматизации научных исследований ВМК МГУ. С 2016 г. заведует кафедрой автоматизации научных исследований ВМК МГУ.
За время работы на факультете ВМК МГУ разработал и прочитал ряд лекционных курсов, в том числе: «Математическое моделирование на ЭВМ», «Численное моделирование нелинейных процессов в плазме», «Вычислительная физика». Александром Поповым был разработан курс и издано учебное пособие по теме «Вычислительные нанотехнологии». Ведутся курсы математического анализа, дифференциальным уравнениям, уравнениям математической физики.

## Научная деятельность
Исследовательские интересы: область математического моделирования плазмы в установках управляемого термоядерного синтеза, новых информационных технологий для анализа данных на основе нейросетей и генетических алгоритмов, разработки математических моделей для задач нанотехнологий.
Александром Поповым предложены новые численные подходы к расчёту МГД равновесия и устойчивости плазмы, модель нелинейной эволюции на основе проектирования на неустойчивое многообразие, метод расчёта внутренних диссипативных слоёв для задач с большим магнитным числом Рейнольдса, метод расчёта равновесия плазмы в присутствии ферромагнетика.
Результатом работы стало создание численного МГД кода для моделирования нелинейной трехмерной эволюции плазмы в реальной тороидальной геометрии. Созданный код получил широкое признание в мире.
Александр Попов активно сотудничает с ведущими зарубежными научно-исследовательскими центрами. Он неоднократно выезжал в США для работы по приглашению научных организаций (General Atomics, Лос-Аламосская национальная лаборатория, Национальная лаборатория Ок-Ридж, лаборатория физики плазмы Принстонского университета).
Регулярно участвует в ежегодных конференциях Американского Физического Общества в области математического моделирования плазмы в установках управляемого термоядерного синтеза, новых информационных технологий проведения крупномасштабных вычислительных экспериментов и управления активными базами данных на основе нейросетей и генетических алгоритмов.
Подготовил 27 кандидатов наук.
Александр Попов является руководителем гранта РФФИ.
В настоящее время возглавляет редакционную коллегию рецензируемого журнала «Вычислительные нанотехнологии».

## Основные работы
Является автором более 200 научных публикаций, в том числе 82 публикации в изданиях, индексируемых в системе Web of Science и 85 в системе Scopus. В числе его публикаций:
- Волкова Е. А., Попов А. М., Рахимов А. Т. Квантовая механика на персональном компьютере — М., УРСС, 1995. — 215 с. ISBN 5-88417-012-2
- Попов А. М., Тихонова О. В. Лекции по атомной физике — М., Физфак МГУ, 2007. — 356 с. ISBN 978-5-8279-0075-7
- Попов А. М., Тихонова О. В. Атомная физика — М., Нобель Пресс, 2013. — 302 с. ISBN 978-5-518-40180-8
- Попов А. М. Вычислительные нанотехнологии. — М.: КНОРУС, 2014 — 314c. ISBN 978-5-406-00560-6, монография с грифом.
- A.M. Popov. Nonlinear 3D MHD code NFTC for simulations of plasma instabilities. J. Plasma Physics, Cambridge Press, Vol.71, 2006, p. 125-140.
- A. M. Popov, R.J.La Haye, M. Murakami, Y.Q. Liu, N.N. Popova, A.D. Turnbull. Simulation of Neoclassical Tearing Modes (NTMs) in the DI1I-D Tokamak. Part I — NTM Excitation. Physics of Plasmas, 2002 , Vol.9, n 10, p 4205-4228.
- A. M. Popov, R.J.La Haye, M. Murakami, Y.Q. Liu, N.N. Popova, A.D. Turnbull. Simulation of Neoclassical Tearing Modes (NTMs) in the DIII-D Tokamak. Part II — Suppression by Radially Localized Electron Cyclotron Current Drive. Physics of Plasmas, 2002, Vol.9 10., p 4229-4240
- Попов А. М. Решение обратной задачи электроэнцефалографии с помощью стохастических методов распознавания образов. // Вестник Московского университета сер. 15, № 3, 2006, с. 91-100.